# Селунская, Валерия Михайловна
Вале́рия Миха́йловна Селу́нская (1920—2005) — советский и российский историк, педагог, специалист в области советской истории, доктор исторических наук (1966), профессор (1967). Лауреат Премии имени М. В. Ломоносова (1960).

## Биография
Родилась 7 ноября 1920 года в Нижнем Новгороде семье врачей.
Окончив школу с золотой медалью, с 1938 по 1941 год обучалась сначала на Историческом факультете МГУ, а с началом Великой Отечественной войны перевелась на исторический факультет Горьковского государственного педагогического института, который окончила в 1944 году. Преподавала в средней школе, до 1947 году работала в г. Балаклея Харьковской области. С 1949 по 1951 год обучалась в аспирантуре истфака МГУ; с 1952 года на педагогической работе там же в должностях ассистента и доцента кафедры истории КПСС. С 1967 по 1977 год — заведующая кафедрой истории СССР (с 1991 года — кафедра отечественной истории ХХ—XXI вв.) и одновременно с 1968 по 2005 год профессор этой кафедры.
В 1951 году В. М. Селунская защитила диссертацию на соискание учёной степени кандидат исторических наук по теме: «Двадцатипятитысячники — проводники политики партии в развёртывании массового колхозного движения, 1929—1930 гг.», с 1966 года — доктор исторических наук; диссертация «Рабочий класс в борьбе за социалистическую революцию в деревне (октябрь 1917 — весна 1919 г.). По материалам губерний промышленного и чернозёмного центров России». В 1977 году приказом ВАК ей было присвоено учёное звание профессор.
Скончалась 5 декабря 2005 года в Москве.
Дочь Наталья (род. 1947) — историк, заслуженный профессор МГУ.

## Научная деятельность
Исследовала различные вопросы истории России XX века в её социально-экономическом аспекте, истории крестьянства и рабочего класса, их социально-экономические связи и отношения, а также истории российского зарубежья.
В. М. Селунская была одним из инициаторов установления научных контактов историков МГУ со специалистами по истории России в странах Восточной Европы, раз в два года при её непосредственном участии проводились семинары специалистов по истории России из университетов Польши, Чехословакии, ГДР и Болгарии. Была участницей международных форумов, конгрессов и симпозиумов в Лондоне, Бухаресте, Эдинбурге и Копенгагене. Ей совместно с немецкими учёными из Берлинского университета имени Гумбольдта был написан учебник по русской истории для студентов. Была автором многочисленных работ по отечественной истории XX века (около 150 публикаций); подготовила около 60 аспирантов.

## Основные работы
- «Борьба Коммунистической партии Советского Союза за социалистическое преобразование сельского хозяйства. Октябрь 1917—1934 гг.» (1961);
- «Рабочие-двадцатипятитысячники» (М., 1964);
- «Рабочий класс и Октябрь в деревне (Рабочий класс во главе Октябрьской социалистической революции в деревне. Октябрь 1917—1918)» (М., 1968);
- «Ленинский кооперативный план в советской историографии» (1974);
- «Методологические вопросы исторического исследования социальной структуры советского общества» (М., 1977);
- «Изменения социальной структуры советского общества (1921 — середина 1930-х гг.» (М., 1979; редактор);
- «Союз созидателей нового общества. Краткий очерк истории союза рабочих и крестьян. 1917—1977» (1979);
- «Изменение социальной структуры советской деревни» (М., 1979);
- «Женщина и общество в СССР» (1980);
- «Социально-политическое единство советского общества» (1982);
- «Социальная структура советского общества: история и современность» (М., 1987);
- «Ленинское учение о кооперации и современность» (1989)

## Награды
Основной источник:
- Орден «Знак Почёта» (1989)
- Медаль «За победу над Германией в Великой Отечественной войне 1941—1945 гг.» (1946)
- Медаль «Ветеран труда» (1986)
- Премия имени М. В. Ломоносова (1960; за участие в коллективных работах «Из истории революционной и государственной деятельности В. И. Ленина» и «В. И. Ленин и некоторые вопросы партийного строительства»)